# Riggia brasiliensis
Riggia brasiliensis is een pissebed uit de familie Cymothoidae. De wetenschappelijke naam van de soort is voor het eerst geldig gepubliceerd in 1960 door Szidat & Schubart.